# 잡종견

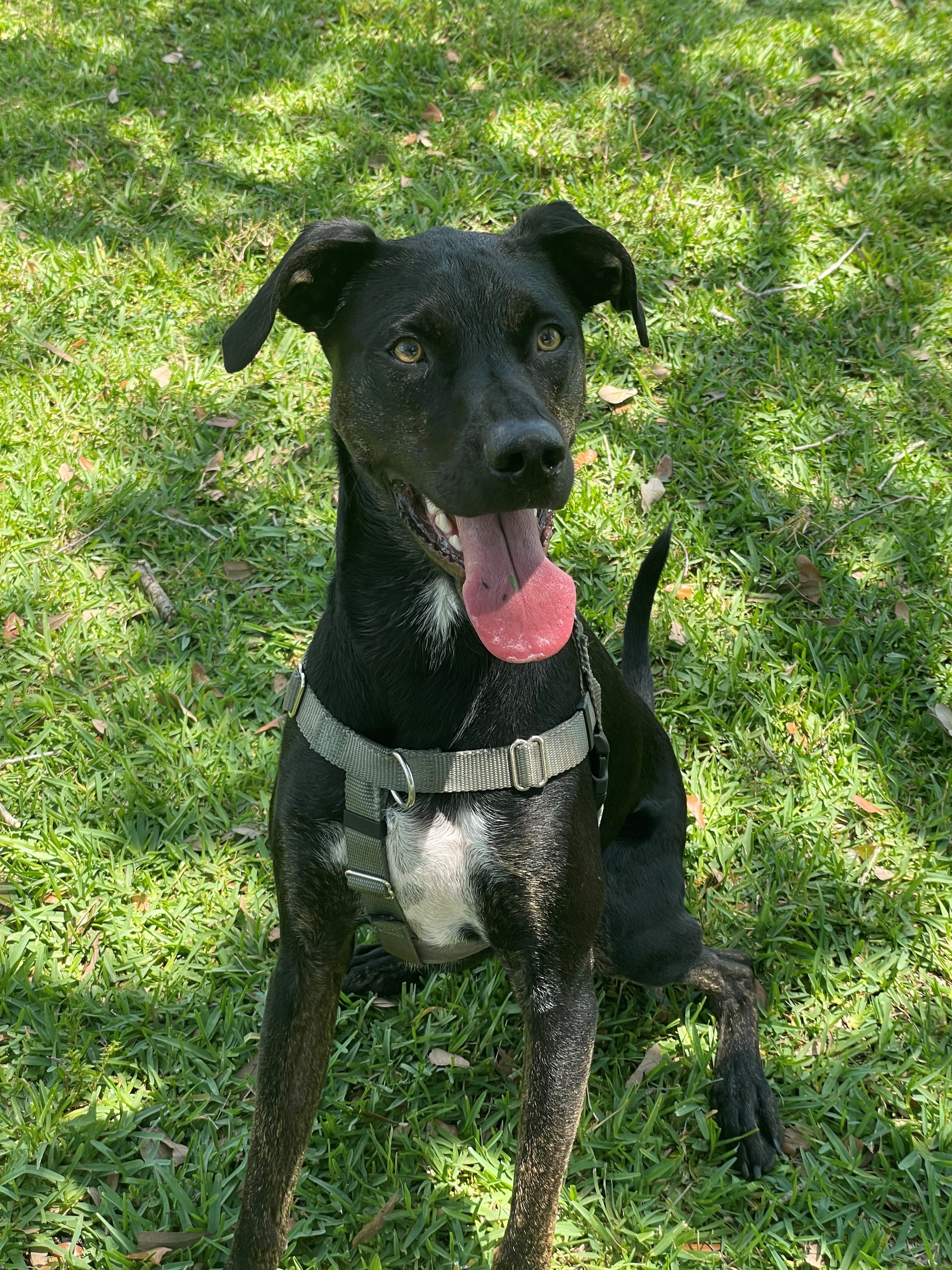
잡종견

잡종견(雜種犬) 또는 믹스견은 잡종인 개이다. 잡종견은 대부분 부견과 모견의 견종이 다른 종류 사이의 교미 과정상 생겨난 경우가 대부분이다. 속칭 '똥개', '변견'으로도 불리며, 부정적인 인식을 벗어나기 위해 '믹스견'이라는 용어도 사용된다. 영어권에서는 '몽그렐'(Mongrel) 또는 '머트'(mutt)이라는 단어를 주로 쓰인다.